# Eucalyptus perriniana

Eucalyptus perriniana, comúnmente conocido como «spinning gum», es un árbol o  mallee nativo de Nueva Gales del Sur, Victoria y Tasmania en Australia.

## Hábitat
Es una especie de regiones sub-alpinas y crece en áreas que normalmente están cubiertas de nieve por varios meses en invierno. Sin embargo los cultivares nacionales pueden crecer en casi cualquier clima templado.

## Usos
Catechina-7-O-glucósido puede ser producido por biotransformación de (+)-catechina por cultivo de células de E. perriniana.

## Taxonomía
Eucalyptus perriniana fue descrita por F. Muell. ex Rodway y publicado en Papers and Proceedings of the Royal Society of Tasmania 1893: 181–182. 1894.
Etimología
Eucalyptus: nombre genérico que proviene del griego antiguo: eû = «bien, justamente» y kalyptós = «cubierto, que recubre». En Eucalyptus L'Hér., los pétalos, soldados entre sí y a veces también con los sépalos, forman parte del opérculo, perfectamente ajustado al hipanto, que se desprende a la hora de la floración.